# Wolfgang Reinhardt (Produzent)
Wolfgang Reinhardt (* 13. Dezember 1908 in Berlin; † 28. Juli 1979 in Rom) war ein deutsch-österreichischer Filmproduzent und Drehbuchautor.
Der zunächst uneheliche Sohn des Theaterleiters und Regisseurs Max Reinhardt und seiner späteren Ehefrau Else Heims studierte Kunstgeschichte. Nach dem Tod seines Onkels Edmund beteiligte er sich an der Verwaltung des von seinem Vater geführten Deutschen Theaters in Berlin.
1934 hielt er sich zusammen mit Max Reinhardt erstmals in den USA auf, wo er sich nach dem „Anschluss Österreichs“ 1938 endgültig niederließ. Im selben Jahr trat er in die Dienste der Filmgesellschaft Warner Bros. Als Co-Autor bei Charlotte und Maximilian von Mexiko und Executive Producer bei Paul Ehrlich – Ein Leben für die Forschung arbeitete er zunächst mit Regisseur Wilhelm Dieterle, einem Freund seines Vaters, zusammen.
Nach mehreren Filmproduktionen in Amerika kehrte Reinhardt 1953 nach Europa zurück. Zu seinen folgenden, zahlenmäßig überschaubaren Produktionen gehören besonders die prunkvolle Filmbiografie Ludwig II. – Glanz und Ende eines Königs mit dem Regisseur Helmut Käutner und der ebenfalls sehr erfolgreiche Farbfilm Die Trapp-Familie von Wolfgang Liebeneiner.
An seinen beiden letzten, sorgfältig vorbereiteten Produktionen Freud und Hitler – Die letzten zehn Tage beteiligte er sich auch als Co-Drehbuchautor. Für Freud hatte er den Schriftsteller und Philosophen Jean-Paul Sartre als Drehbuchautor gewonnen. Dessen Konzept fand jedoch nicht Reinhardts Zustimmung, so dass er das Drehbuch selbst entscheidend umarbeitete. Bei der Oscarverleihung 1963 erhielt er dafür gemeinsam mit Charles Kaufman eine Nominierung als bester Drehbuchautor, ebenso im selben Jahr bei der Verleihung des WGA Award der Writers Guild of America.

## Filmografie

### Drehbuch
- 1939: Charlotte und Maximilian von Mexiko (Juarez)

### Produktion
- 1940: Paul Ehrlich – Ein Leben für die Forschung (Dr. Ehrlich's Magic Bullet)
- 1940: My Love Came Back
- 1942: Thema: Der Mann (The Male Animal)
- 1946: Drei Fremde (Three Strangers)
- 1949: Gefangen (Caught)
- 1953: Rom, Station Termini (Stazione Termini)
- 1955: Ludwig II. – Glanz und Ende eines Königs
- 1956: Die Trapp-Familie
- 1958: Ein wunderbarer Sommer (Kinder der Berge)
- 1962: Freud (& Co-Drehbuch)
- 1973: Hitler – Die letzten zehn Tage (Hitler: The Last Ten Days) (& Co-Drehbuch)